# Sam Bosworth
Sam Bosworth (født 5. april 1994) er en newzealandsk roer og olympisk guldvinder.
Bosworth var med i den newzelandske otter, der vandt guld ved OL 2020 i Tokyo. Han var styrmand i båden, der blev roet af Hamish Bond, Tom Mackintosh, Tom Murray, Michael Brake, Dan Williamson, Phillip Wilson og Shaun Kirkham. Newzealænderne sikrede sig guldet efter en finale, hvor de kom i mål 0,96 sekunder før sølvvinderne fra Tyskland og 1,09 sekunder foran Storbritannien, der vandt bronze.

## OL-medaljer
- 2020:  Guld i otter